# 康奈爾斯維爾

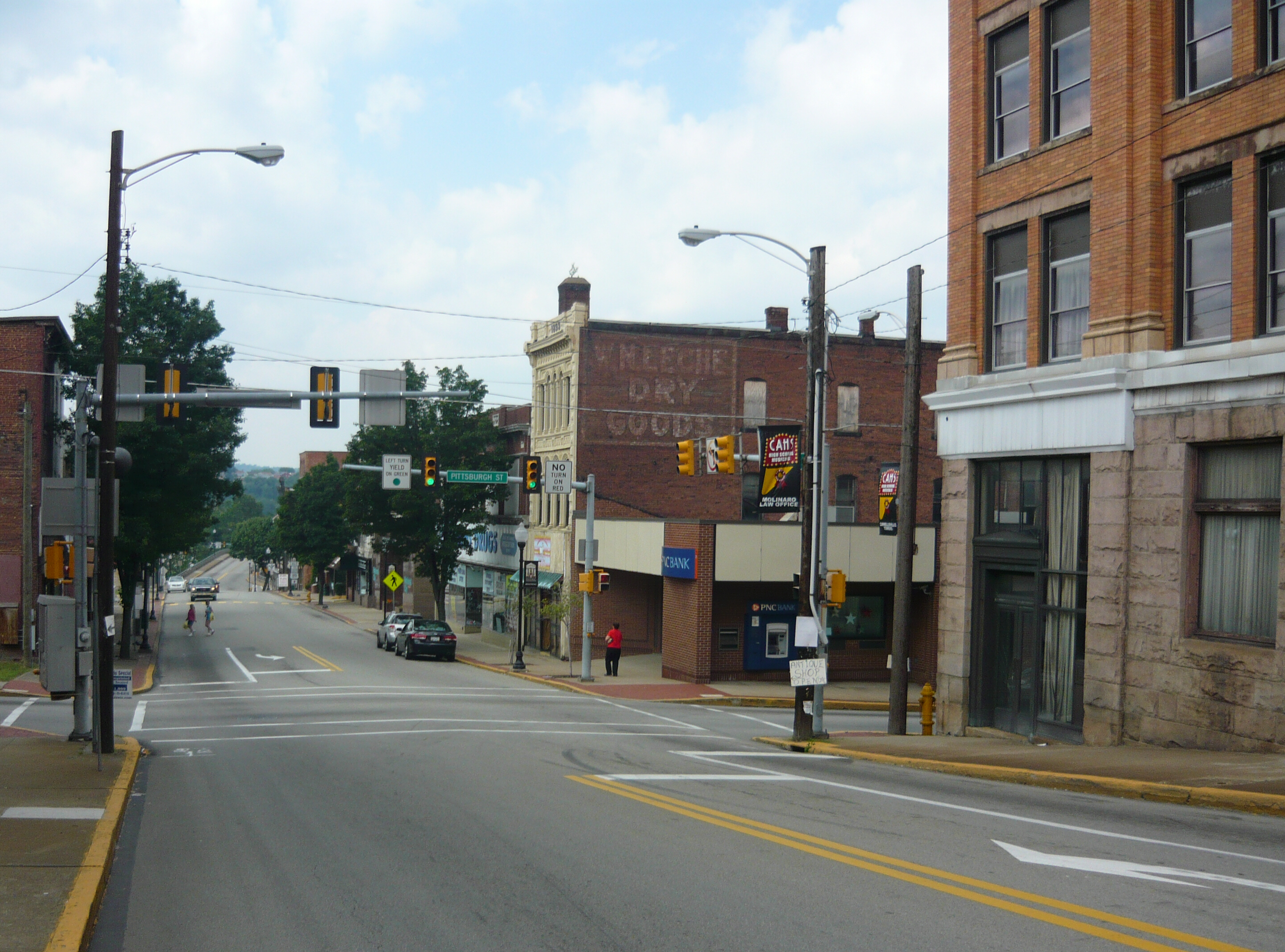
康奈爾斯維爾

康奈爾斯維爾（Connellsville）是美國賓夕法尼亞州費耶特縣的一座城市，位於莫農加希拉河支流雅克格尼河河畔。2020年有人口7,031人。